# Gheorghe Grozav
Gheorghe Teodor Grozav (Gyulafehérvár, 1990. szeptember 29. –) román válogatott labdarúgó, középpályás.

## Pályafutása

### Klubcsapatokban
Grozav szülővárosának csapatában, az Alba Iuliában kezdte pályafutását. A román élvonalban 2009. szeptember 1-jén mutatkozott be egy FC Brașov elleni 1–0-s vereség alkalmával. Két évet töltött a csapatnál, majd 2010-ben a belga Standard Liège igazolta le, miután lejáró szerződését nem hosszabbította meg.
A 2011–2012-es szezonban Grozav egy évre szóló kölcsönszerződést írt alá a Universitatea Clujhoz, miután a belga csapatnál csak kevés játéklehetőséget kapott.
2012 nyarán három évre szóló szerződést írt alá a Petrolul Ploieștivel. Alapember lett a csapatnál, 2013. augusztus 8-án az ő góljával vívta ki a csapat a holland Vitesse ellen a továbbjutást az Európa-liga selejtezőjében,  majd 2013. augusztus 25-én újabb gólt szerzett, ezúttal a Swansea City ellen.
2013. augusztus 28-án az orosz Tyerek Groznij igazolta le, akkori sajtóhírek szerint 2,1 millió euróért. 2015. február 2-án Grozav visszatért hazájába és a Dinamo București játékosa lett.
2017. július 27-én a török Karabükspor szerződtette. Hároméves szerződést írt alá a török első osztályban szereplő csapathoz. Augusztus 19-én, az İstanbul Başakşehir 3–1-es hazai legyőzésekor mutatkozott be a csapatban. 2018. január 17-én fél évre kölcsönadták a Bursaspornak, majd október 2-án visszatért a bukaresti Dinamóhoz. A Román Kupa november 2-án rendezett fordulójában az FK Csíkszereda elleni mérkőzésen a büntetőpárbajban "panenkásan"" rúgta a saját tizenegyesét. Lövése a kapu fölé szállt, csapata pedig kiesett, majd a klub vele és még két csapattársával is szerződést bontott a történteket követően.

### Kisvárda
2019. január 16-án a magyar élvonalbeli Kisvárda szerződtette. Alapembere volt a csapatnak, teljesítményével nagyban hozzájárult, hogy a klub kiharcolta a bennmaradást az első osztályban és több klub, így a Ferencváros érdeklődését is felkeltette. A következő szezonban is csapata legeredményesebbje volt. 2020 márciusában a bajnokság szüneteltetéséről döntöttek Magyarországon a koronavírus-járvány miatt és a klubok több megelőző, illetve védekező intézkedést is bevezettek. Ezeket semmibe véve március végén csapattársával, Iasmin Latovlevicivel haza szökött Romániába, amiért mindkét játékos szerződését azonnali hatállyal felmondta a Kisvárda. Grozav a magyar élvonalban 37 mérkőzésen 12 alkalommal volt eredményes a klub színeiben.

### Diósgyőr

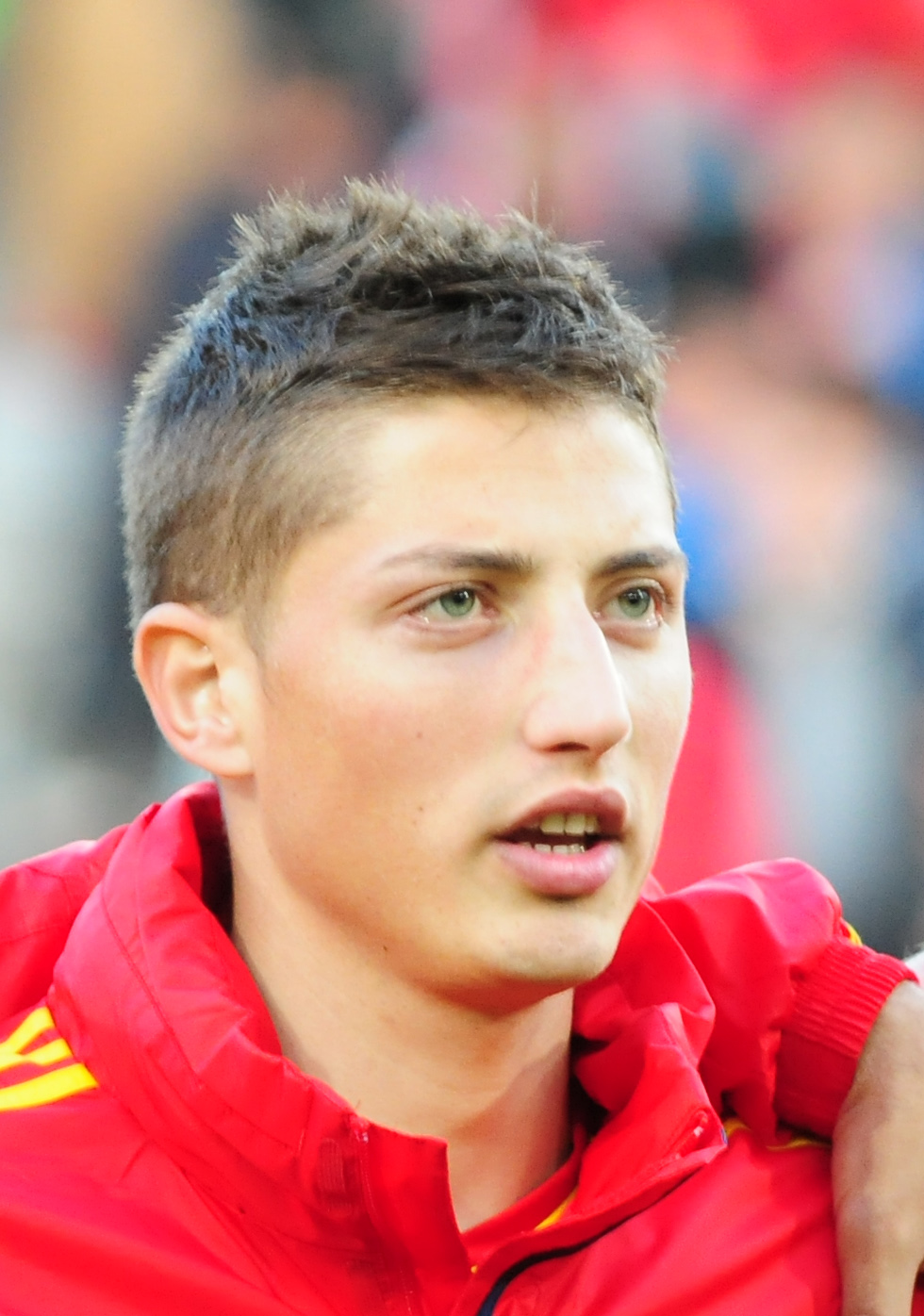
Ausztria–Románia nemzetközi labdarúgó-mérkőzés, 2012. június 3. (barátságos mérkőzés)

2020 júniusában a Diósgyőri VTK csapata igazolta le. 2021. február 20-án a MOL Fehérvár FC elleni idegenbeli mérkőzésen csereként beállva mesterhármast ért el. A DVTK-ban 33 tétmérkőzésen 10 találatot ért el, csapata legeredményesebb játékosa volt.

### MTK
2021 júniusában két éves megállapodást kötött az MTK Budapest együttesével. 2021. augusztus 7-én az ő fejesgóljával győzték le a vendég Budapest Honvédet.

### A válogatottban
2012. május 30-án mutatkozott be a román válogatottban egy Svájc elleni mérkőzésen, győztes góllal. Ő lett az első olyan, a román válogatottban gólt szerző labdarúgó, aki az 1989-es romániai forradalom után született. 2012. október 12-én Törökország ellen is az ő góljával nyertek a románok a Şükrü Saracoğlu Stadionban 1-0-ra.

#### Góljai a román válogatottban
| #        | Dátum               | Ellenfél      | Eredmény | Kiírás                            | Esemény   |
| -------- | ------------------- | ------------- | -------- | --------------------------------- | --------- |
| 1.       | 2012. május 30.     | Svájc         | 1 – 0    | barátságos mérkőzés               | 56' 65'   |
| 2.       | 2012. augusztus 15. | Szlovénia     | 3 – 4    | barátságos mérkőzés               | 46' 79'   |
| 3.       | 2012. október 12.   | Törökország   | 1 – 0    | Vb-selejtező                      | 45+1' 49' |
| 4.       | 2013. február 2.    | Lengyelország | 1 – 4    | nem-hivatalos barátságos mérkőzés | 41' 46'   |
| 5. és 6. | 2017. november 9.   | Törökország   | 2 – 0    | barátságos mérkőzés               | 42' 69'   |

## Sikerei, díjai
Unirea Alba Iulia
- Liga II: 2008–09

 Standard de Liège
- Belga labdarúgókupa: 2010–11

 Petrolul Ploiești
- Román labdarúgókupa: 2012–13
- Román labdarúgó-szuperkupa döntős: 2013

## Család
Nagybátyja Cornel Țălnar román válogatott labdarúgó, edző.